# Lago di Varna (Bulgaria)
Il lago di Varna (in bulgaro Варненско езеро?, Varnensko ezero) è il liman più grande, sia in termini di superficie che di volume, presente sulla costa bulgara del Mar Nero. Il lago, avente una superficie di 17 km² e un volume di 0,166 km³, è separato dal mare da una striscia di sabbia larga circa 2 km.
Il lago ha una forma allungata in direzione est-ovest con le rive meridionali piuttosto ripide, scoscese e boscose e quelle settentrionali molto più dolcemente inclinate.

## Storia e sviluppo
Il lago di Varna si è formato in una valle fluviale verso la fine del Pleistocene a causa dell'innalzamento del livello del mare. Il suo fondale è coperto da uno spesso strato di limo e, nelle sue regioni più profonde, di fango ricco di solfuri di idrogeno. 
All'interno del lago confluiscono diversi fiumi, tra i quali il Devnya e il Provadijska reka che si riversano all'interno della regione occidentale del lago Beloslav, connesso al lago di Varna per mezzo di un canale artificiale.
Fino all'inizio del ventesimo secolo, l'acqua dolce del lago fluiva nel Mar Nero attraverso il fiume Devnya (omonimo del fiume precedentemente citato). A causa della costruzione del moderno porto di Varna Est e del conseguente prosciugamento del sopraccitato fiume, fra il 1906 e il 1909 è stato scavato un canale artificiale che collega ancora oggi il lago al mare; ciò ha portato ad un abbassamento del livello delle acque del lago di circa 1,40 m e all'inquinamento delle acque lacustri con acqua marina, tanto che oggi le acque del lago hanno una salinità del 10%.
Nel 1976, al fine di supportare l'intenso traffico navale, divenne operativo un altro canale di collegamento, profondo ben 12 m, tra il lago e il mare. Durante le fasi di scavo di questo, tra 1973 e il 1976 è stato anche costruito il ponte di Asparuhov, che oggi collega i quartieri di Asparuhovo e di Galata al resto della città di Varna passando sui due canali. Un altro canale navigabile è il già citato canale che collega il lago di Varna con il lago Beloslav mettendo quindi in comunicazione il porto di Varna Ovest e il terminal dei traghetti (entrambi sulla riva occidentale del lago Beloslav) con il mare.
Una tale industrializzazione ha portato ad un impoverimento delle risorse ittiche del lago che avevano garantito il sostentamento per gli insediamenti umani nella zona negli ultimi 100.000 anni.

## Insediamenti preistorici
Circa 4 km a ovest della città di Varna, posta sul lato orientale del lago, e a mezzo chilometro dalla costa settentrionale del lago è sita la Necropoli di Varna, uno dei principali siti archeologici mondiali legati alla preistoria, datato tra il 4600 e il 4200 a.C. (quindi alla cultura eneolitica di Varna), dove è stato trovato il più antico tesoro in oro di sempre. 
Sulle rive del lago, i fratelli Hermann e Karel Škorpil hanno portato alla luce alcune palafitte preistoriche collocate tra le prime testimonianze di presenza umana su suolo bulgaro.